# (49441) Scerbanenco
(49441) Scerbanenco est un astéroïde de la ceinture principale.

## Description
(49441) Scerbanenco est un astéroïde de la ceinture principale. Il fut découvert le 22 décembre 1998 à Bologne par l'Observatoire San Vittore. Il présente une orbite caractérisée par un demi-grand axe de 2,55 UA, une excentricité de 0,18 et une inclinaison de 5,5° par rapport à l'écliptique.
Il est nommé d'après l'écrivain italien d'origine ukrainienne Giorgio Scerbanenco.